# Chrissy Houlahan
Christina Marie Houlahan, da nubile Jampoler, detta Chrissy (Contea di Saint Mary's, 5 giugno 1967), è una politica statunitense, membro della Camera dei Rappresentanti per lo stato della Pennsylvania.

## Biografia
Nata in una base navale nel Maryland dove il padre, aviatore della marina, era di stanza, Chrissy Jampoler crebbe in un ambiente militare. Suo padre Andrew era un immigrato ebreo polacco scappato per sfuggire all'Olocausto. Chrissy studiò ingegneria all'Università di Stanford, poi si arruolò nell'Air Force e conseguì un master's degree presso il Massachusetts Institute of Technology. 
La Houlahan prestò servizio attivo nell'Air Force per tre anni, poi passò nelle riserve, dove fu impegnata nei successivi tredici anni. Dopo aver lasciato il servizio militare, divenne direttore operativo della società And 1 e, in seguito alla sua vendita, rivestì la stessa carica per l'ente non-profit B Lab. Lavorò inoltre come insegnante di scienze per undici anni.
Nel 2018, entrata in politica con il Partito Democratico, si candidò alla Camera dei Rappresentanti contro il repubblicano in carica Ryan Costello. A campagna elettorale avviata, tuttavia, la Corte Suprema dello stato stabilì che la suddivisione dei distretti congressuali era incostituzionale e ne determinò una ridefinizione. Il distretto per cui erano candidati Costello e la Houlahan divenne molto più favorevole ai democratici e perciò Costello si ritirò dalla competizione.
La Houlahan riuscì a sconfiggere facilmente il sostituto di Costello, Greg McCauley e divenne deputata. Quella tornata elettorale fu storica per la Pennsylvania, in quanto la delegazione congressuale dello stato era da anni costituita da diciotto deputati uomini e nella storia solo altre sette donne erano state inviate al Congresso in rappresentanza della Pennsylvania; nel 2018 insieme alla Houlahan vennero elette altre tre donne in rappresentanza di altri tre distretti (Mary Gay Scanlon, Madeleine Dean e Susan Wild), in quella che fu definita la vittoria delle "Fab Four". Chrissy Houlahan divenne inoltre una delle poche donne veterane nella storia della politica statunitense ad essere elette al Congresso.

## Vita privata
Houlahan vive nel Devon, in Pennsylvania, con suo marito Bart Houlahan, che ha incontrato a Stanford e sposato nel 1991. Hanno sospeso il loro obiettivo di correre una corsa podistica in ogni stato Usa prima dei 50 anni quando lei è entrata in lizza come Rappresentante degli Stati Uniti. La coppia ha due figlie.